# Seo Ji-hoon
Seo Ji-hoon (kor. 서지훈; ur. 25 kwietnia 1997 w Daegu) – południowokoreański aktor.

## Kariera
Zadebiutował w 2016 występując wówczas w koreańskim serialu telewizyjnym Sygnał. W tym samym roku był nominowany do nagrody KBS Drama Awards. W 2017 wystąpił w serialu School 2017 wcielając się w rolę Yoon Kyung-woo.
W 2020 zdobył nagrodę podczas ceremonii KBS Drama Awards w kategorii „Najlepszy nowy aktor” za role w serialach Welcome i Men Are Men.

## Filmografia

### Seriale
| Rok  | Tytuł                               | Rola                |
| ---- | ----------------------------------- | ------------------- |
| 2016 | Sygnał                              | Jang Tae-jin        |
| 2016 | The Legendary Shuttle               | Jo Tae-woong        |
| 2016 | Solomon's Perjury                   | Bae Joon-young      |
| 2016 | Matching! Boys Archery              | Yoo Ji-wan          |
| 2017 | School 2017                         | Yoon Kyung-woo      |
| 2017 | Prison Playbook                     | Min-sik             |
| 2017 | A Special Meal of the Weirdo 'Nara' | Ko Shi-saeng        |
| 2018 | My First First Love                 | młody Kang Shin-woo |
| 2018 | Misty                               | młody Ha Myung-woo  |
| 2018 | Tale of Fairy                       | Kim Geum            |
| 2019 | Drama Stage                         | Kim Young-hoon      |
| 2019 | Flower Crew: Joseon Marriage Agency | Lee Soo             |
| 2020 | Welcome                             | Lee Jae-sun         |
| 2020 | Men Are Men                         | Park Do-gyum        |
| 2021 | Imitation                           | Yoon Bin            |
| 2023 | Payback: Money and Power            | Cha Dong-jin        |
| 2023 | My Lovely Liar                      | Lee Kang-min        |
| 2024 | The Midnight Studio                 | Yoon So-myeong      |
| 2024 | Begins ≠ Youth                      | Kim Hwan            |
| 2024 | Tarot                               | Jae-yoon            |